# John Dos Passos
John Roderigo Dos Passos (14. ledna 1896 Chicago – 28. září 1970 Baltimore) byl americký prozaik, dramatik, esejista a reportér. Během své spisovatelské kariéry napsal 42 románů, celkem je autorem více než 400 uměleckých děl.

## Život
Narodil se v Chicagu (Illinois) jako nemanželský syn madeirsko-portugalského právníka z Wall Street, Johna Randolpha Dos Passose Jr. (1844–1917) a Lucy Addison Sprigg Madison z Petersburghu ve Virginii. Jeho otec byl odborníkem na kartely a zastáncem průmyslových konglomerátů, proti kterým později jeho syn ostře protestoval ve svých románových dílech zabývajících se dvacátými a třicátými lety dvacátého století.
Johnu Dos Passosovi se dostalo prvotřídního vzdělání. To mu zajišťoval otec, který se k němu ale odmítal hlásit až do posledního roku svého života. V roce 1907 se John Dos Passos pod jménem John Roderigo Madison zapsal na The Choate School ve Wallingfordu (Connecticut). Poté šest měsíců cestoval se soukromým učitelem po Francii, Anglii, Itálii, Řecku a po Středním východě a studoval díla mistrů klasického umění, architektury a literatury. Od roku 1912 navštěvoval Harvardovu univerzitu a po jejím absolvování v roce 1916 se oficiálně stal estétem.
Ve snaze zabránit jeho odchodu do armády platil po dokončení studií na Harvardu Dos Passosův otec svému synovi ještě rok studia umění a architektury ve Španělsku. Ale Dos Passos, podobně jako mnoho jiných mladých mužů jeho věku a postavení, v roce 1917 do armády odešel. V červenci 1917, kdy se Amerika ještě neúčastnila v Evropě již zuřící první světové války, se Dos Passos spolu se svými kamarády E.E. Cummingsem a Robertem Hillyerem přihlásil jako dobrovolník do S.S.U. 60 polního lazaretu armádního sboru Norton-Harjes, kde se stal řidičem sanitky. Jako řidič sloužil i v Paříži a středoseverní Itálii. Poté se ještě stal členem zdravotnického sboru americké armády – v pozdním létě roku 1918 začal pracovat u lékařského armádního sboru armády Spojených států amerických v táboře Crane v Pensylvánii.
Zděšen brutalitou války a utrpením, kterého byl svědkem, stával se Dos Passos čím dál tím více radikálním a kromě toho se odcizoval světu a společnosti, již zosobňoval jeho otec. Stal se z něj politický rebel.
Na konci války byl Dos Passos nasazen v Paříži, kde mu Zámořský vzdělávací výbor armády Spojených států amerických (the U.S. Army Overseas Education Commission) povolil studovat antropologii na Sorbonně. Jedna z postav v trilogii U.S.A. prochází prakticky stejnými válečnými zkušenostmi jako John Dos Passos a po válce také zůstává v Paříži.
Po válce se Dos Passos stal novinářem na volné noze. Ve dvacátých letech dvacátého století hodně cestoval, hlavně po Evropě, Blízkém východě a Rusku. Věnoval se též psaní poezie a psal i pro The New Playwrights´ Theatre.
V poválečných letech se Dos Passos hodně angažoval v levicové politice (např. v politických novinách New Masses a v radikálním divadle New Playwright’s Theatre, nebo při obraně Sacca a Vanzettiho, dvou italsko-amerických anarchistů, kteří byli ukvapeně obviněni z vraždy a nakonec v roce 1927 popraveni). V této době pracoval Dos Passos na své trilogii U.S.A. Román jasně odráží autorův prohlubující se radikalismus na jedné straně a jeho vzrůstající spisovatelské ambice na straně druhé.
V roce 1928 strávil Dos Passos několik měsíců v Rusku, kde studoval tamější socialistický systém. Během španělské občanské války se spolu s E. Hemingwayem vrátil do Španělska, ale jeho pohled na komunistické hnutí se již začínal pozvolna měnit. John Dos Passos se následně názorově s Hemingwayem a Herbertem Matthewsem rozešel kvůli jejich bezstarostnému přístupu k válce a kvůli jejich ochotě podvolit se stalinské propagandě.
Ve třicátých letech se Dos Passos stal velmi konzervativním a začal odmítat své dřívější názory. I v psaní se vrátil k více tradičním formám (viz např. District of Columbia). V době, kdy v Evropě jako reakce na fašismus vzrůstala popularita socialismu, se Dos Passosova díla potkala se značným poklesem zájmu, a to mezinárodně. Jeho politické přesvědčení, které vždy bylo základem pro jeho psaní, přesunulo své těžiště daleko doprava – v padesátých letech dvacátého století začal obdivovat například senátora McCarthyho.
V letech 1942–1945 pracoval jako válečný zpravodaj.
V roce 1947 byl John Dos Passos zvolen do "the American Academy of Arts and Letters". Ve stejné době je ale zasáhla tragédie – při automobilové nehodě přišel o svou osmnáctiletou ženu Katharine Smithovou. Neměli spolu žádné děti. Při nehodě také ztratil Dos Passos schopnost vidět na jedno oko. Za čas se znovu oženil, a to v roce 1949 s Elizabeth Hamlyn Holdridge (1909–1998). V roce 1950 se jim narodila dcera Lucy Hamlin Dos Passos.
John Dos Passos pokračoval v psaní až do své smrti v roce 1970 v Baltimoru (Maryland). Je pohřben na hřbitově Yeocomico ve farnosti Cople (okres Westmoreland ve Virginii), nedaleko od místa, jež bylo jeho domovem.

## Dílo
Dos Passos je spisovatel patřící k tzv. “ztracené generaci”. Psal romány, poezii, cestovatelské příběhy, eseje, paměti i divadelní hry. Publikoval již v době studií na Harvardu, přispíval do různých časopisů. Některé jeho verše z té doby byly později publikovány v knize Eight Harvard Poets (1917).

### Romány
V pozdním létě roku 1918 dokončil koncept svého prvního románu: One Man's Initiation 1917, byl publikován v roce 1920. Dos Passos v něm zpracoval své zážitky z války – popisuje příběh řidiče záchranné služby, kterým byl po určitou dobu i sám autor. Tato kniha byla v roce 1945 znovuvydána s novou předmluvou, a to pod názvem First Encounter.
Následoval protiválečný příběh Three Soldiers, v němž Dos Passos napadá armádu a válku samotnou. Román mu přinesl značné uznání. Je vyprávěn z pohledu tří různých vojáků – jeden je umělec a absolvent Harvardu, další dva “normální” vojáci. Dos Passos zde ukazuje, jak válka tyto tři různé muže ovlivňuje.
Román Streets of Night (1923) je označován jako typický “umělecký román” té doby. Hlavním hrdinou je citlivý chlapec, pokoušející se uniknout omezujícím konvencím společnosti. Tento román začal Dos Passos psát již v době, kdy byl ještě studentem Harvardu.
Jeho experimentální román o životě v New Yorku, nazvaný Manhattan Transfer (1925), byl komerčně velmi úspěšný a vnesl do Dos Passosových metod experimentální techniky proudu vědomí. V knize se pohled spisovatele neustále jakoby přesouvá od jedné postavy ke druhé. Román je tak jakousi mozaikou více než sta fragmentů ze života dvanácti postav v New Yorku, přičemž žádná z postav se nedá považovat za hlavní. Nakonec čtenáři jako hlavní hrdina připadá samotný Manhattan. Dos Passos v tomto románu dosáhl vyspělosti jak v oblasti svých stylistických technik, tak i v pohledu na svět.
Co se týká literární formy, je román U.S.A. Dos Passosovým nejexperimentálnějším dílem. Dos Passos se zde pokouší s pomocí různých románových technik zachytit rozmanitost a pestrost života v celé Americe – “od východního k západnímu pobřeží” – v prvních třech desetiletích dvacátého století. Kniha má tři části – The 42nd Parallel (1930), Nineteen Nineteen (1932) a The Big Money (1936). Ačkoliv každá z těchto částí funguje sama o sobě jako ucelené dílo, trilogie je určena k přečtení coby celek. Hlavními tématy románu jsou zkaženost charakteru a pokles morálky v rozkládající se společnosti založené na komerci a využívání zdrojů. Opět se zde objevuje dvanáct postav a jejich jednotlivá vyprávění. Společnými vlastnostmi postav jsou slabá morálka a povrchnost, jež byly, podle Johna Dos Passose, důsledkem amerického materialismu a jím živené závisti mezi lidmi. Vyprávění těchto dvanácti postav se vzájemně přerušuje; občas jakoby běžely paralelně. Vyprávění je navíc často přerušováno třiceti osmi “Newsreel” sekcemi (kolážemi, sestavenými z tehdejších novinových titulků, částí zpráv, úryvků písní nebo politických projevů a inzerátů, jež dohromady načrtávají obraz tehdejší společnosti a masové kultury), dvaceti sedmi často ironickými životopisy osob, které v tehdejší době tvořily nebo reprezentovaly moc ve společnosti a jednapadesáti sekcemi “viděnými kamerou” (jedná se o části psané technikou proudu vědomí a prezentující autorův vlastní názor na skutečnost). Tyto čtyři složky – vyprávění, “Newsreel” sekce, životopisy a sekce popisované filmovým stylem – se vzájemně podporují ve zdůrazňování vlivu věcí a veřejných událostí na soukromý život lidí. Zároveň čtenáři, často satiricky, přibližují atmosféru tehdejší doby. Široké panorama amerického života je v této knize poznamenáváno neustálou korupcí, neúčinností, frustrací a zmarem. Dos Passos zde vytvořil prostředky, kterými spojil jednotlivé druhy lidského utrpení a odcizení (které již dříve zdůraznil v románu Manhattan Transfer) se společenskými zřízeními, které je produkují. V době, kdy Dos Passos psal román U.S.A., věřil, že důsledkem kapitalismu bylo rozdělení lidí na chudé a bohaté. Jeho pohled na politické a ekonomické směřování Spojených států je velmi pesimistický a také jen pár postav tohoto románu si udrží své ideály i během první světové války a po ní. Jedinou možnost změny neutěšené situace viděl Dos Passos v sociálních reformách.
V roce 1934 vyšla trilogie Three Plays. Opět se v ní, stejně jako v Orient Expressu, zabývá sociálními problémy. V první části, The Garbage Man (1926), produkované jako The Moon Is a Gong, popisuje Dos Passos nešťastné životní příběhy páru žijícího v New Yorku. Druhá část, Airways, Inc. (1929), porovnává podnikatelské prostředí, ve kterém se uzavírají velké obchody, s prostředím utlačovaných dělníků. Popisuje také pozadí stávky ve stavebním průmyslu. Poslední část, Fortune Heights (1933), popisuje situaci na panelákovém sídlišti v době ekonomického rozmachu a jeho zkázu v letech ekonomické deprese.
Další Dos Passosova trilogie je známá pod souhrnným názvem District of Columbia (1952). První část, Adventures of a Young Man (1939), vypráví o naivním, idealistickém komunistovi jménem Glenn Spotswood. Glenn je vyhozen ze strany, protože neuposlechne nařízení stranického programu. Druhá část, Number One (1943), je o Tylerovi, což je Glennův bratr, který pracuje pro demagogii stejně jako jeden americký politik, Huey Long. Poslední část, The Grand Design (1949), se odehrává během doby New Dealu (Nového údělu) a druhé světové války. Vypráví o otci Glenna, washingtonském liberálovi zbaveného iluzí.
V Facing the Chair (1927) protestuje proti postupu v řešení případu Sacco-Vanzetti.
The Prospect Before Us (1950) je román psaný formou přednášek o tehdejším světě a společnosti, jak je Dos Passos viděl – román má tudíž sklíčenou atmosféru.
V Chosen Country (1951) podává Dos Passos celkový pohled na Spojené státy v době od poloviny devatenáctého století do doby velké hospodářské krize na přelomu dvacátých a třicátých let dvacátého století.
Román Most Likely To Succeed (1954) zesměšňuje přívržence komunistů v době mezi světovými válkami.
The Great Days (1958) je román o smutných vzpomínkách bývalého válečného zpravodaje.
V románu o tehdejší Americe, Midcentury (1961), John Dos Passos znovu uplatnil techniky, jež poprvé použil v trilogii U.S.A. Prezentuje zde svou víru v individualismus a oslavuje svobodné podnikání.